# Nebelmittelwurfanlage

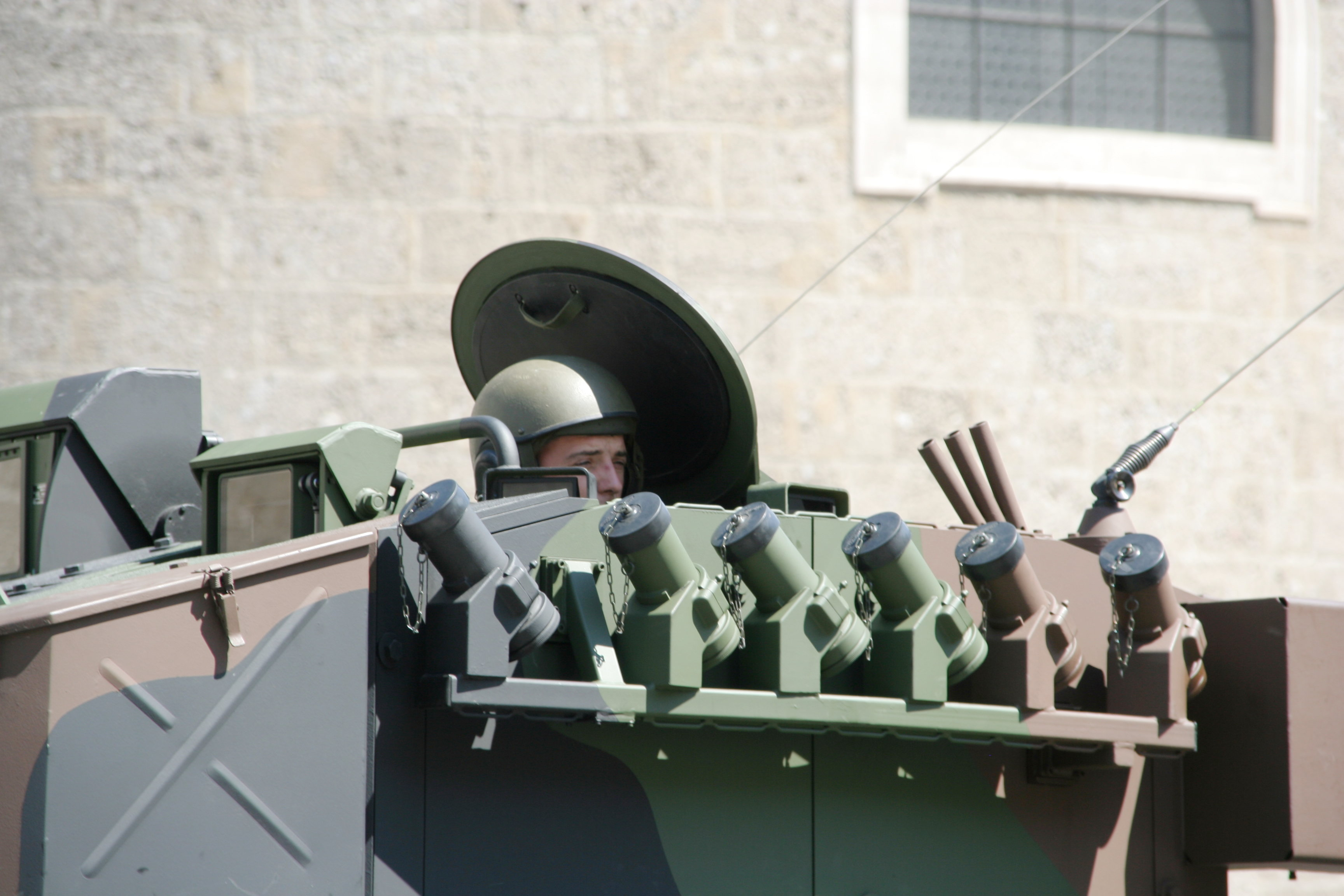
Nebelwerfer am Turm des Schützenpanzers Ulan

Nebelmittelwurfanlagen (auch Nebelwurfanlagen) sind Selbstschutzsysteme militärischer Fahrzeuge. Sie dienen dem Verschuss von Nebelgranaten, die mit einem pyrotechnischen Satz schnell dichten Nebel erzeugen. Auf diese Weise kann sich das Fahrzeug im Gefecht oder bei erwarteter Bedrohung der visuellen Verfolgung durch den Gegner oder der Erfassung durch elektrooptische Sensoren entziehen. Im Schutz der Nebelwand kann es sich dann zurückziehen, die Stellung wechseln oder andere taktische Manöver durchführen. Nebelmittelwurfanlagen zählen damit zu den so genannten „soften“ abstandsaktiven Schutzmaßnahmen.

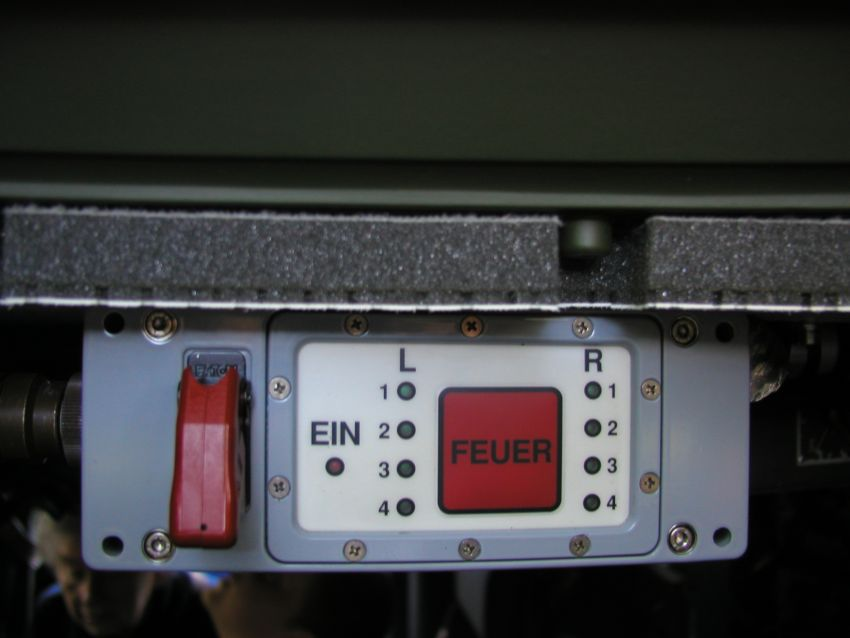
Auslöser einer Nebelmittelwurfanlage in einem Spähwagen Fennek

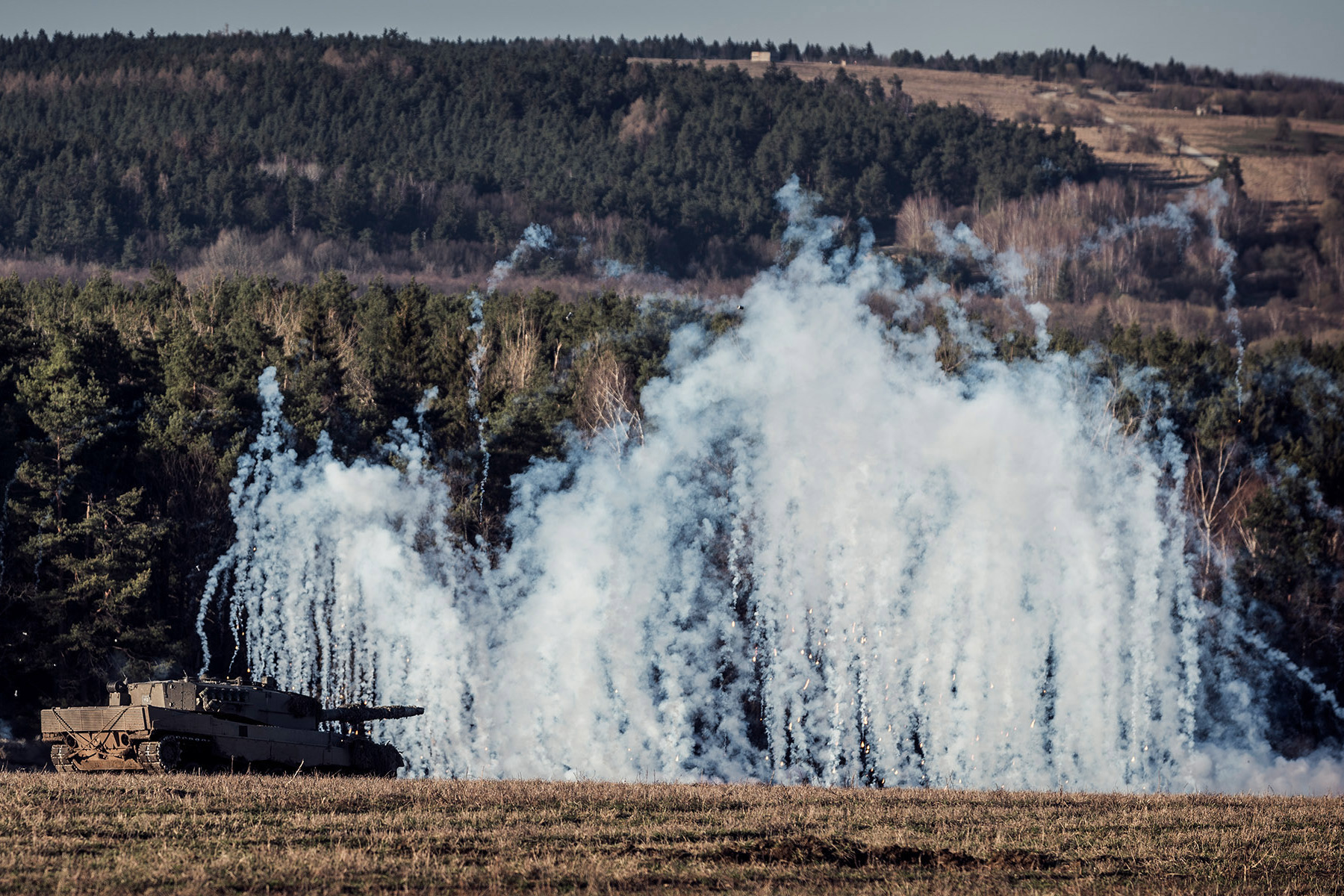
Leopard 2 verschießen Nebelwurfkörper

Nebelmittelwurfanlagen sind häufig in Batterien auf gepanzerten Fahrzeugen angebracht. So trägt beispielsweise der deutsche Leopard 2A6 zwei Batterien zu je acht Wurfbechern im Kaliber 76 mm auf jeder Seite des Turms. Die Winkelfächerung der Wurfbecher ist dabei so ausgelegt, dass eine optimale Ausbringung der Nebelwurfkörper gewährleistet wird. In der Bundeswehr können aus der Nebelmittelwurfanlage die Schnellnebelwurfkörper vom Typ DM55A und DM35 verschossen werden. Sie werden manuell oder teilweise auch von einem Laserwarngerät automatisch ausgelöst bzw. sind in komplexere Gesamtsysteme eingebunden (vgl. z. B. die Entwicklung im Projekt Armored Systems Modernization).
Die Wirkdauer der per Nebelmittelwurfanlage verschossenen Nebelmunition ist nur kurzzeitig.
Nebelgeneratoren auf Fahrzeugen und Schiffen können dieses längere Zeit vernebeln.